# Lijst van beeldhouwers
Dit is een lijst van beeldhouwers waarover een artikel in de Nederlandstalige Wikipedia is opgenomen.

## Amerikaans
- Alexander Archipenko
- John Ahearn
- Arman
- Richard Artschwager
- Thomas Ball
- Leonard Baskin
- Bruce Beasley
- Larry Bell
- Helaine Blumenfeld
- Jonathan Borofsky
- Louise Bourgeois
- Henry Kirke Brown
- Coosje van Bruggen
- Benbow Bullock
- Chris Burden
- James Lee Byars
- Alexander Calder
- Kenneth Campbell
- Dale Chihuly
- José de Creeft
- Cyrus Dallin
- Dorothy Dehner
- Janet Echelman
- Rudulph Evans
- Herbert Ferber
- Daniel Chester French
- Dan George
- Herbert George
- Dan Graham
- John Raymond Henry
- Anna Hyatt Huntington
- Donald Judd
- Ellsworth Kelly
- Gaston Lachaise
- Sol LeWitt
- Alexander Liberman
- Roy Lichtenstein
- Maya Lin
- Peter Lundberg
- Rita McBride
- Robert Tait McKenzie
- Clement Meadmore
- Elie Nadelman
- Louise Nevelson
- Charles Henry Niehaus
- Isamu Noguchi
- Richard Nonas
- Claes Oldenburg
- Dennis Oppenheim
- Tom Otterness
- Albert Paley
- Jorge Pardo
- Beverly Pepper
- Pearl Perlmuter
- Nathan Rapoport
- Robert Rauschenberg
- James Reineking
- George Rickey
- Nancy Rubins
- Augusta Savage
- Marjorie Schick
- Richard Serra
- Joel Shapiro
- David Smith
- Tony Smith
- Kenneth Snelson
- Frank Stella
- George Sugarman
- Mark di Suvero
- David Lee Thompson
- Ernest Trova
- William G. Tucker
- Cy Twombly
- John Quincy Adams Ward
- Isaac Witkin
- Lebbeus Woods

## Argentijns
- Lucio Fontana
- Julio Le Parc
- Alicia Penalba
- Francisco Sobrino

## Australisch
- George Baldessin
- Geoffrey Bartlett
- Tom Bass
- Bert Flugelman
- Margel Hinder
- Vincas Jomantas
- Julius Kane
- Inge King
- Robert Klippel
- Clifford Last
- Clement Meadmore
- Ron Mueck
- Lenton Parr
- Anthony Pryor
- Norma Redpath
- Ron Robertson-Swann
- Dominique Sutton
- Judy Watson
- David Wilson
- Teisutis Zikaras

## Belgisch
- Willy Anthoons
- Guillaume Bijl
- Emil Bourgonjon
- Eduard Colinet
- Patrick Crombé
- Napoleon Daems
- Frans Deckers
- Laurent Delvaux
- Pieter De Roeck
- Jan Desmarets
- Frans De Vriendt
- Monique Donckers
- Frans Duquesnoy
- Hiëronymus Duquesnoy de Jonge
- Hiëronymus Duquesnoy de Oudere
- Charles Auguste Fraikin
- Geefs (beeldhouwersfamilie)
- Jozef Geefs
- Willem Geefs
- Karel Hendrik Geerts
- Laurent Gillis
- Gilles-Lambert Godecharle
- Gabriël Grupello
- Begga D'Haese
- Roel D'Haese
- Oscar Jespers
- Frans Joris
- Willy Kreitz
- Jef Lambeaux
- Constantin Meunier
- George Minne
- Jacques Moeschal
- Wilfried Pas
- Constant Permeke
- Pierre-Denis Plumier
- Hendrik Peeters-Divoort
- Walter Pompe
- Rik Poot
- Artus Quellinus
- Reinhoud
- William Roobrouck
- Remi Rooms
- Octave Rotsaert
- Victor Rousseau
- Pieter Scheemaeckers
- Ferdinand Schirren
- Eugène Simonis
- René Smits
- Jean-Pierre-Antoine Tassaert
- Gerard Thienpont
- Koenraad Tinel
- Louis Van Boeckel
- Charles Van der Stappen
- Joseph-Gérard Van Goolen
- Georges Vantongerloo
- Hilde Van Sumere
- Geo Verbanck
- Willem Vermandere
- Anne-Marie Volders
- André Willequet
- Rik Wouters

## Boliviaans
- Ted Carrasco

## Braziliaans
- Aleijadinho
- Victor Brecheret
- Amílcar de Castro
- Saint Clair Cemin
- Alfredo Ceschiatti
- Bruno Giorgi
- Felícia Leirner
- Jarbas Lopes
- Cildo Meireles
- Tomie Ohtake
- Hélio Oiticica
- Edgard de Souza
- Francisco Stockinger
- Caciporé Torres
- Tunga
- Adriana Varejão
- Franz Weissmann

## Brits
- Alexander (beeldhouwer)
- David Annand
- David Annesley
- Michael Dan Archer
- Kenneth Armitage
- Michael Ayrton
- Gilbert Bayes
- Franta Belsky
- Charles Bell Birch
- Hamish Black
- Michael Bolus
- Stephen Broadbent
- Ralph Brown (beeldhouwer)
- Reg Butler
- Anthony Caro
- John Clinch
- Adam Colton
- Stephen Cox (beeldhouwer)
- Tony Cragg
- Richard Deacon
- Frank Owen Dobson
- Chris Drury (kunstenaar)
- Jacob Epstein
- Robert Erskine (beeldhouwer)
- David Evison
- Ian Hamilton Finlay
- Barry Flanagan
- George Frampton
- Helen Frik
- Elisabeth Frink
- Eric Gill
- Andy Goldsworthy
- Antony Gormley
- Nigel Hall
- Richard Harris (beeldhouwer)
- Sean Henry
- Barbara Hepworth
- Nicola Hicks
- Philip Jackson
- Adrian Jones
- Anish Kapoor
- David Kemp
- Phillip King
- Rick Kirby
- Sally Matthews
- Bernard Meadows
- Henry Moore
- David Nash
- Oscar Nemon
- Joseph Nollekens
- Eduardo Paolozzi
- Thom Puckey
- Tessa Pullan
- William Pye
- Ronald Rae
- Peter Randall-Page
- Betty Rea
- Colin Rose
- Pieter Scheemakers
- Bernard Schottlander
- Benno Schotz
- Kathleen Scott
- Tim Scott
- Anthony Smith
- Wendy Taylor
- Alan Thornhill
- William G. Tucker
- William Turnbull
- André Wallace
- Ian Walters
- Gillian White
- Julian Wild
- Richard Wilson
- Isaac Witkin
- Bill Woodrow

## Bulgaars
- Christo

## Canadees
- Charles Daudelin
- Kosso Eloul
- Sorel Etrog
- Maryon Kantaroff
- Ken Lum
- William McElcheran
- Jean-Pierre Morin
- Jean-Paul Riopelle
- George Trakas

## Chileens
- Roberto Matta

## Chinees
- Zhang Huan

## Colombiaans
- Rodrigo Arenas Betancur
- Fernando Botero
- Edgar Negret
- Eduardo Ramírez Villamizar
- Carlos Rojas Gonzaléz

## Deens
- Alfio Bonanno
- Edward Eriksen
- Jeppe Hein
- Per Kirkeby
- Egon Möller-Nielsen
- Kai Nielsen (beeldhouwer)
- Bjørn Nørgaard
- Stephan Sinding
- Erik Thommesen
- Bertel Thorvaldsen
- Gunnar Westman

## Duits
- Lutz Ackermann (beeldhouwer)
- Karl Albiker
- Hüseyin Altin
- Jean Arp of Hans Arp
- Horst Antes
- Jörg Bach
- Rudolf Christian Baisch
- Stephan Balkenhol
- Joachim Bandau
- Ernst Barlach
- Volker Bartsch
- Otto Baum
- Herbert Baumann
- Gerlinde Beck
- Rudolf Belling
- Franz Bernhard
- Joseph Beuys
- Wolfgang Bier
- Inge Blum
- Rolf Bodenseh
- Hans Dieter Bohnet
- Cosima von Bonin
- Gustav Adolf Bredow
- Georg Brenninger
- Gisela von Bruchhausen
- Will Brüll
- Josef Bücheler
- Hede Bühl
- Claus Bury
- Abraham David Christian
- Emil Cimiotti
- Michael Croissant
- Elmar Daucher
- Dorsten Diekmann
- Heinrich Drake
- Klaus Duschat
- Bogomir Ecker
- Hellmut Ehrath
- Max Ernst
- Günther Förg
- Gerson Fehrenbach
- Hans Michael Franke
- Otto Freundlich
- Christoph Freimann
- Gloria Friedmann
- Lutz Fritsch
- August Gaul
- Rupprecht Geiger
- Isa Genzken
- Nikolaus Gerhart
- Rolf Glasmeier
- Hermann Glöckner
- Alexander Gonda
- Friedrich Gräsel
- Waldemar Grzimek
- Uli Gsell
- Edgar Gutbub
- Volkmar Haase
- Wilfried Hagebölling
- Hermann Hahn
- Klaus H. Hartmann
- Karl Hartung
- Erich Hauser
- Hawoli
- Erwin Heerich
- Bernd Hennig
- Ernst Günter Herrmann
- Ernst Hermanns
- Anatol Herzfeld
- Richard Heß
- Ewerdt Hilgemann
- Michael Hischer
- Klaus Horstmann-Czech
- Alfonso Hüppi
- Gerold Jäggle
- Rolf Jörres
- Martin Kippenberger
- Hans-Michael Kissel
- Bernd Klötzer
- Peter Knapp
- Jürgen Knubben
- Fritz Koenig
- Georg Kolbe
- Käthe Kollwitz
- Leo Kornbrust
- Norbert Kricke
- Rainer Kriester
- Kubach-Wilmsen
- Horst Kuhnert
- Will Lammert
- Alf Lechner
- Hugo Lederer
- Thomas Lenk
- Peter van de Locht
- Arnold Hermann Lossow
- Heinz Mack
- Gerhard Marcks
- Roland Martin
- Matschinsky-Denninghoff
- Martin Mayer
- Karl Menzen
- Olaf Metzel
- Jan Meyer-Rogge
- Margret Middell
- Christiane Möbus
- Ben Muthofer
- Josef Nadj
- Hans Nagel
- Louis Niebuhr
- Ansgar Nierhoff
- Nils-Udo
- Axel F. Otterbach
- Waldemar Otto
- Herbert Peters
- Hubertus von Pilgrim
- Heinz L. Pistol
- Werner Pokorny
- Heinz-Günter Prager
- Norbert Radermacher
- Hans Reicher
- Gustav Reinhardt
- Erich Reischke
- Karl Manfred Rennertz
- Erich Reusch
- Erich Fritz Reuter
- Gert Riel
- Tilman Riemenschneider
- Klaus Rinke
- Emy Roeder
- Bernd Rosenheim
- Peter Rübsam
- Hans Rucker
- Ulrich Rückriem
- Gernot Rumpf
- Hans Daniel Sailer
- Robert Schad
- Emanuel Scharfenberg
- Edwin Scharff
- Walter Schelenz
- Reinhard Scherer
- Joachim Schmettau
- Max Schmitz
- Paul Schneider
- Wolfram Schneider
- Michael Schoenholtz
- Jo Schöpfer
- HD Schrader
- Alf Schuler
- Joachim-Fritz Schultze-Bansen
- Gustav Seitz
- Alf Setzer
- Reinhard Sigle
- Klaus Simon
- Hein Sinken
- Susanne Specht
- Toni Stadler
- Hans Steinbrenner
- Hartmut Stielow
- Werner Stötzer
- Katharina Szelinski-Singer
- Rolf Szymanski
- Kurt Tassotti
- Wolfgang Thiel
- Günther Uecker
- Hans Uhlmann
- Timm Ulrichs
- Artur Volkmann
- Herbert Volwahsen
- Herbert Volz
- Wolf Vostell
- Rudolf Wachter
- Cornelia Weihe
- Edmund Wessling
- Hans Wimmer
- Kay Winkler
- Gustav Heinrich Wolff
- Erwin Wortelkamp
- Leonard Wübbena
- Matthias Zens
- Pomona Zipser

## Fins
- Olavi Lanu
- Lucien den Arend

## Frans
- Achiam
- Jean Amado
- Arman
- Jean Arp
- Joseph Bernard
- Louise Bourgeois
- Émile-Antoine Bourdelle
- Jean-Baptiste Carpeaux
- César
- Jean Clareboudt
- Camille Claudel
- Eugène Dodeigne
- Raymond Duchamp-Villon
- Étienne-Maurice Falconet
- Jean Fernand
- Émile Gilioli
- Jean Gorin
- Liliane Heidelberger
- Huang Yong Ping
- René Iché
- Jean-Robert Ipoustéguy
- Berto Lardera
- Henri Laurens
- Bertrand Lavier
- Jean Le Moal
- Jean-Baptiste Lemoyne
- Jean-Louis Lemoyne
- Jacques Lipchitz
- Morice Lipsi
- Aristide Maillol
- Étienne Martin
- Henri Matisse
- Familie Moreau (beeldhouwers)
- François Morellet
- Christian d'Orgeix
- Augustin Pajou
- Marta Pan
- Antoine Pevsner
- Anne en Patrick Poirier
- Antoine Poncet
- Yehiel Rabinowitz
- Germaine Richier
- Auguste Rodin
- Niki de Saint Phalle
- Cornelia Scheffer
- Nicolas Schöffer
- Shlomo Selinger
- Shen Yuan
- François Stahly
- László Szabó
- Pierre Székely
- Bernar Venet
- Ossip Zadkine

## Ghanees
- El Anatsui

## Hongaars
- Lajos Barta
- Marta Pan
- Judith Révész
- Antal Sándor
- Pierre Székely
- Eduard Telcs

## Iers
- Norman Burkett
- Edward Delaney
- John Henry Foley
- Rowan Gillespie
- Eileen MacDonagh
- Eamonn O'Doherty
- Michael Warren (beeldhouwer)

## Indiaas
- Dhruva Mistry
- Krishna Reddy

## Indonesisch
- Heri Dono
- Jim Supangkat

## Iraans
- Shirazeh Houshiary

## Israëlisch
- Achiam
- Yaacov Agam
- Ilan Averbuch
- Zadok Ben-David
- Itzhak Danziger
- Ya'acov Dorchin
- Kosso Eloul
- Dov Feigin
- Gidon Graetz
- Michael Gross (kunstenaar)
- Nachum Gutman
- Shamaï Haber
- Menashe Kadishman
- Dani Karavan
- Shlomo Koren
- Ofer Lellouche
- Ezra Orion
- Chana Orloff
- Buky Schwartz
- Shlomo Selinger
- Yigal Tumarkin
- Micha Ullman

## Italiaans
- Franco Adami
- Riccardo Aurili
- Roberto Barni
- Gian Lorenzo Bernini
- Alberto Burri
- Antonio Canova
- Enrico Castellani
- Donatello
- Luciano Fabro
- Pericle Fazzini
- Emilio Greco
- Berto Lardera
- Luigi Mainolfi
- Giacomo Manzù
- Marino Marini
- Arturo Martini
- Marcello Mascherini
- Umberto Mastroianni
- Eliseo Mattiacci
- Fausto Melotti
- Michelangelo
- Luciano Minguzzi
- Amedeo Modigliani
- Sante Monachesi
- Marcello Morandini
- Mario Negri
- Giuseppe Penone
- Pierluca
- Arnaldo Pomodoro
- Vincenzo Ragusa
- Francesco Somaini
- Giuseppe Spagnulo
- Mauro Staccioli
- Leonardo da Vinci

## Japans
- Hiromi Akiyama
- Makoto Fujiwara
- Bukichi Inoue
- Kazuo Katase
- Yayoi Kusama
- Yasuo Mizui
- Hidetoshi Nagasawa
- Takashi Naraha
- Takera Narita
- Isamu Noguchi
- Yoko Ono

## Koreaans
- Nam June Paik

## Kameroens
- Pascale Marthine Tayou

## Luxemburg
- Jeannot Bewing
- Claus Cito
- Jean Curot
- Aloyse Deitz
- Charlotte Engels
- Pierre Federspiel
- Nina Grach-Jascinsky
- Ernest Grosber
- Michel Haagen
- Albert Haas
- Albert Hames
- Frantz Heldenstein
- Huguette Heldenstein
- Émile Hulten
- Charles Kohl
- Albert Kratzenberg
- Julien Lefèvre
- Patricia Lippert
- Simone Lutgen
- Jean Mich
- Léon Nosbusch
- Wenzel Profant
- Aurelio Sabbatini
- Bettina Sabbatini
- Auguste Trémont
- Benedicte Weis
- Jean-Baptiste Wercollier
- Lucien Wercollier

## Kroatisch
- Oscar Nemon

## Mexicaans
- Enrique Carbajal González
- José Luis Cuevas
- Jorge Elizondo
- Mathias Goeritz
- Irma Ortega Pérez

## Nederlands
- Per Abramsen
- Nelleke Allersma
- Mari Andriessen
- Karel Appel
- Lucien den Arend
- Ad Arma
- Jan de Baat
- David Bade
- Jan Baetsen
- Nel Bakema
- Joan Bakker
- Gerard Bakker
- Joost Baljeu
- Hans van den Ban
- Margriet Barends
- Natasja Bennink
- Henk van Bennekum
- Caspar Berger
- Arie Berkulin
- Pieter Biesiot
- Joop de Blaauw
- Willy Blees
- René de Boer
- Gerrit Bolhuis
- Merijn Bolink
- Eric Boot
- Martin Borchert
- Suze Boschma-Berkhout
- Tineke Bot
- John Boxtel
- Jan Bronner
- Anton Broos
- Marc Broos
- Gerard Brouwer
- Gerard Bruning
- Sjoerd Buisman
- Dirk Bus
- Erik Buijs
- Hedda Buijs
- Joseph Cals
- Fred Carasso
- Fransje Carbasius
- Tom Claassen
- Eric Claus
- Joep Coppens
- Wessel Couzijn
- Theodorus Cox
- Gosse Dam
- Christiaan Paul Damsté
- Henk Dannenburg
- Jef Depassé
- John Deckers
- Jan Dekkers
- Piet Dieleman
- Robbert Jan F. Donker
- Jeroen Doorenweerd
- Maïté Duval
- Ineke van Dijk
- Klaas van Dijk
- Henck van Dijck
- Theo van Eldik
- Paul Elshout
- Jo Esenkbrink
- Hendrik van den Eijnde
- Fortuyn/O'Brien
- Kees Franse
- Jon Gardella
- Anton Geerlings
- Hubert Gerhard
- Wendela Gevers Deynoot
- Maria Glandorf
- Karel Gomes
- Paul Grégoire
- Bastiaan de Groot
- John Grosman
- Cor van Gulik
- Toos Hagenaars
- Gerard Hali
- Frits van Hall
- Gerlof Hamersma
- Egbert Hanning
- Annet Haring
- Evert den Hartog
- Wim Harzing
- Theo ten Have
- Jan Havermans
- Gerrit van Heerstal
- Herman van der Heide
- Fri Heil
- Jeroen Henneman
- Charles Henri
- Guus Hellegers
- Willem Hesseling
- Abraham Hesselink
- Auke Hettema
- Renze Hettema
- Gerard Hoppen
- Theo van der Horst
- Hans IJdo
- Jan van IJzendoorn
- Michael Jacklin
- Leendert Janzee
- Dorothé Jehoel
- Gooitzen de Jong
- Peter de Jong
- Nic Jonk
- Hans Jouta
- Jaap Kaas
- David van Kampen
- Carla Kamphuis-Meijer
- Bert Kiewiet
- Piet Killaars
- Johannes Kinnema
- Nel Klaassen
- Lucas Klein
- Carel Kneulman
- Frans Kokshoorn
- Koopman & Bolink
- David van de Kop
- Hein Koreman
- Jeanne Kouwenaar-Bijlo
- Yvonne Kracht
- Cor van Kralingen
- Arno Kramer
- Hildo Krop
- Willem van Kuilenburg
- Aart Lamberts
- Herman Lamers
- Carel Lanters
- LaSalle (kunstenaarsduo)
- Willem Lenssinck
- Cyril Lixenberg
- Riet van de Louw-van Boxtel
- Bas Lugthart
- Joop van Lunteren
- Rob Maingay
- Herman Makkink
- Jac Maris
- Arno van der Mark
- Jan Martens
- Bas Maters
- Jan Meefout
- Harry Meek
- Peter van der Meer
- Thees Meesters
- Fred Mennens
- Bert Meinen
- Hans Mes
- Menno Meijer
- Rinus Meijer
- Simon Miedema
- Frank de Miranda
- Ingrid Mol
- Ad Molendijk
- Willem Molkenboer
- Pjotr Müller
- Mathieu Nab
- Toos Neger
- Herbert Nouwens
- Karl Pelgrom
- Lon Pennock
- Jo Pessink
- Hans Petri
- Judith Pfaeltzer
- Gerrit Piek
- Ian Jacob Pieters
- Jentsje Popma
- Willy van der Putt
- Anton Rädecker
- John Rädecker
- Frans Ram
- Willem Reijers
- Aart Rietbroek
- Cornelius Rogge
- Gust Romijn
- Eddy Roos
- Maria Roosen
- Gra Rueb
- Gerarda Rueter
- Onno de Ruijter
- Alexander Schabracq
- Theo Schepens
- Coen Schilt
- Arie Schippers
- Theo Schreurs
- Gert Sennema
- Q.S. Serafijn
- Eja Siepman van den Berg
- Piet Slegers
- Toon Slegers
- Anno Smith
- Erik van Spronsen
- Pieter Starreveld
- Niel Steenbergen
- Johan Sterenberg
- Pieter Stoop
- Frans van Straaten
- Evert Strobos
- Piet van Stuivenberg
- Shinkichi Tajiri
- Ed van Teeseling
- Albert Termote
- Martin Tissing
- Chris Verbeek
- Hans Verhulst
- Rombout Verhulst
- Kees Verkade
- Alex Vermeulen
- Kees Verschuren
- Tirza Verrips
- Carel Visser
- Nout Visser
- André Volten
- Giny Vos
- Auke de Vries
- Leo de Vries
- Wladimir de Vries
- Leo Vroegindeweij
- Tom Waakop Reijers
- Edu Waskowsky
- Jobs Wertheim
- Adriaen van Wesel
- Han Wezelaar
- Jos Willems
- Suzanne Willems
- Jan de Winter (kunstenaar)
- Niko de Wit
- Anne Woudwijk
- Roelie Woudwijk
- Fiona Zondervan
- Johan van Zweden
- Wijnand Zijlmans
- Francesca Zijlstra

## Nieuw-Zeelands
- Chris Booth
- Neil Dawson
- Len Lye
- Phil Price

## Noors
- Anne Grimdalen
- Marit Lyckander
- Stephan Sinding
- Gustav Vigeland

## Oekraïens
- Mykola Sjmatko

## Oostenrijks
- Herbert Albrecht
- Joannis Avramidis
- Wander Bertoni
- Maria Biljan-Bilger
- Otto Eder
- Ernesto de Fiori
- Bruno Gironcoli
- Fritz Hartlauer
- Mathias Hietz
- Rudolf Hoflehner
- Oskar Höfinger
- Peter Holowka
- Alfred Hrdlicka
- Michael Kienzer
- Franz Xaver Ölzant
- Walter Pichler
- Karl Prantl
- Hartmut Skerbisch
- Josef Thorak
- Hermann Walenta
- Franz West
- Fritz Wotruba

## Pools
- Magdalena Abakanowicz
- Mirosław Bałka
- Zbigniew Frączkiewicz
- Józef Gosławski
- Andrzej Gudański
- Katarzyna Kobro
- Igor Mitoraj
- Elie Nadelman
- Nathan Rapoport
- Adolf Ryszka
- Antoni Starczewski
- Józef Szajna
- Alina Szapocznikow
- Magdalena Wiecek
- August Zamoyski
- Teresa Żarnower

## Roemeens
- Constantin Brâncuși
- Mircea Bochis

## Russisch
- Naum Gabo
- Moissey Kogan
- Vadim Sidoer

## Senegalees
- Ousmane Sow

## Sloveens
- Janez Lenassi

## Spaans
- Andreu Alfaro
- Alberto Bañuelos Fournier
- Nestor Basterretxea
- Rafael Canogar
- Jorge Castillo
- Eduardo Chillida
- Martín Chirino
- Xavier Corberó
- Amadeo Gabino
- Pablo Gargallo
- Julio González
- Manolo Hugué
- Agustín Ibarrola
- Baltasar Lobo
- Juan Muñoz
- César Manrique
- Marcel Martí
- Joan Miró
- Torres Monsó
- Miquel Navarro
- José Noja
- Miguel Ortiz Berrocal
- Jorge Oteiza
- Pablo Palazuelo
- Jaume Plensa
- Gerardo Rueda
- José Luis Sánchez
- Fernando Sánchez Castillo
- Alberto Sánchez Pérez
- Eusebio Sempere
- Pablo Serrano Aguilar
- Francisco Sobrino
- Susana Solano
- Josep Maria Subirachs
- Ricardo Ugarte

## Surinaams
- George Barron
- Jules Chin A Foeng
- Krishnapersad Khedoe
- Jozef Klas
- Stuart Robles de Medina
- Paul Woei

## Tsjechisch
- Franta Belsky
- Miloslav Chlupáč
- Anna Chromy
- Otto Gutfreund
- Jan Hána
- Magdalena Jetelová
- Jan Koblasa
- Jiří Seifert
- Zdeněk Šimek
- Dagmar Štěpánková
- Aleš Veselý
- Olbram Zoubek

## Venezolaans
- Harry Abend
- Carlos Cruz-Diez
- Francisco Narváez
- Alejandro Otero
- Jesús Rafael Soto

## Wit-Russisch
- Ossip Zadkine

## IJslands
- Sigurður Guðmundsson

## Zimbabwaans
- Dominic Benhura

## Zweeds
- Kerstin Ahlgren
- Roland Anderson
- Olle Bærtling
- Gunilla Bandolin
- Stig Blomberg
- Richard Brixel
- Erik Dietman
- Christian Eriksson
- Liss Eriksson
- Eric Grate
- Claes Hake
- Berndt Helleberg
- Bror Hjorth
- Ivar Johnsson
- Arne Jones
- Kent Karlsson
- Lena Lervik
- Bror Marklund
- Carl Milles
- Egon Möller-Nielsen
- Gudmar Olovson
- Claes Oldenburg
- Ann-Sofi Sidén
- Nils Sjögren
- Pål Svensson

## Zwitsers
- Eva Aeppli
- Hans Aeschbacher
- Max Bill
- Lucienne Bloch
- Jeannot Bürgi
- Alberto Giacometti
- Michael Grossert
- Gottfried Honegger
- Hermann Hubacher
- Hans Josephsohn
- Peter Kamm (beeldhouwer)
- Ödon Koch
- Bernhard Luginbühl
- Silvio Mattioli
- Kurt Laurenz Metzler
- Otto Müller (beeldhouwer)
- Meret Oppenheim
- André Ramseyer
- Dieter Roth
- Roman Signer
- Kurt Sigrist
- Daniel Spoerri
- Thomas Stricker
- Paul Suter
- Sophie Taeuber-Arp
- Paul Talman
- Jean Tinguely
- Paul Wiedmer